# フォーゲルスベルク郡
フォーゲルスベルク郡 (ドイツ語: Vogelsbergkreis) は、ドイツ連邦共和国ヘッセン州ギーセン行政管区に属す郡で、ミッテルヘッセン、オーバーヘッセン、東ヘッセンにまたがる。郡の行政機関はラウターバッハに置かれている。

## 地理
本郡の名前の由来であるフォーゲルスベルクは、100万年前から活動を停止した、一部平地化した火山であり、郡の南部に位置している。郡の最高地点は、ショッテンの東にあるタウフシュタイン (770 m) である。郡の北部はシュヴァルム地方に達する。隣接する郡は、北がシュヴァルム＝エーダー郡、北東がヘルスフェルト＝ローテンブルク郡、東がフルダ郡、南がマイン＝キンツィヒ郡およびヴェッテラウ郡、西がギーセン郡、北西がマールブルク＝ビーデンコプフ郡である。

## 歴史
現在の郡域はかつて、ヘッセン方伯領に属した。この領邦が分割された後は、ヘッセン＝ダルムシュタット方伯領、後のヘッセン大公領に属した。1832年にアルスフェルト郡が設けられた。この郡は、1938年まで時代とともに何度もその境界を変えた。1852年にはラウターバッハ郡が設立された。この郡もやはり1938年にその郡境を変更した。ヘッセンの郡再編に伴い、1972年8月1日に、両郡にショッテン市（旧ビューディンゲン郡）を加えて「フォーゲルスベルク郡」として併合された。郡庁所在地はラウターバッハである。

## 行政

### 郡議会
2021年3月14日の郡議会選挙の結果とそれに基づく議席配分は以下の通りである
| 政党                      | 得票率 (%) | 議席数 |
| ------------------------- | ---------- | ------ |
| CDU                       | 33.3       | 20     |
| SPD                       | 24.8       | 15     |
| FREIE WÄHLER              | 12.2       | 8      |
| Grüne                     | 9.8        | 6      |
| AfD                       | 8.2        | 5      |
| FDP                       | 6.2        | 4      |
| Linke                     | 4.0        | 2      |
| Die Klimaliste Vogelsberg | 1.5        | 1      |
| 計                        | 100        | 61     |
| 投票率                    | 56.4 %     | 56.4 % |

### 郡長
- 1972年8月1日 - 1972年12月20日　ローラント・マンツ（州からの指名）
- 1973年1月 - 1984年12月　ヨーヒェン・ツヴェッカー (SPD)
- 1985年1月 - 1985年7月　ゲルルフ・ヘルツォーク (CDU)
- 1985年8月 - 1987年4月　ヨーヒェン・ツヴェッカー
- 1987年6月1日 - 2000年　ハンス＝ウルリヒ・リップハルト (SPD)
- 2000年 - 2012年6月　ルドルフ・マルクス (SPD)
- 2012年6月 - 　マンフレート・ゲーリヒ (SPD)

### 紋章
図柄: 銀の線で逆対角線に二分割。上部は赤地に2輪の写実的な銀のマルタゴン・リリー (Lilium martagon)。下部は青地に銀と赤の4本の縞模様に塗り分けられた金の冠を被った獅子の頭部。
マルタゴン・リリーは、ラウターバッハ郡の紋章から採られたもので、ホーアー・フォーゲルスベルク自然公園を象徴している。獅子は、本郡の大部分を統治していたヘッセン方伯領およびその後継領邦を表している。この意匠はアルスフェルト市の紋章にも見られる。

### 郡委員会
郡委員会は 15 人の委員からなる郡行政の最高実務委員会である。委員長は郡長のマンフレート・ゲーリヒである。14人の委員は無給の名誉職である。

### 青少年議会
フォーゲルスベルク郡には郡議会の他に、1992年から青少年議会 (KJP) が設けられており、1999年からは郡議会に対し動議提出権と発言権を有している。

## 経済と社会資本

### 経済
郡内は、かなり人口が少ない。フォーゲルスベルクでは玄武岩の採石が行われており、谷の地域には小規模な工業都市が点在する。

### 交通
連邦アウトバーン A5号線（フランクフルト・アム・マイン - バート・ヘルスフェルト）を使って郡内に入ることができる。郡内のインターチェンジは、ホムベルク (オーム)、アルスフェルト東、アルスフェルト西の各インターチェンジである。さらに多くの連邦道や郡道が通っている。B49号線、B62号線、B254号線、B275号線がその主なものである。鉄道を使った場合、フォーゲルスベルク郡へは、ICEの停車駅であるフルダからフォーゲルスベルク鉄道 フルダ - ラウターバッハ - アルスフェルト - ミュッケ - ギーセン線でアクセス可能である。

## 市町村
| 市 1. アルスフェルト (Alsfeld 16,205) 2. グレーベナウ (Grebenau 2,382) 3. ヘルプシュタイン (Herbstein 4,625) 4. ホムベルク (オーム) (Homberg (Ohm) 7,485) 5. キルトルフ (Kirtorf 3,114) 6. ラウターバッハ (ヘッセン) (Lauterbach (Hessen) 13,883) 7. ロムロート (Romrod 2,690) 8. シュリッツ (Schlitz 9,987) 9. ショッテン (Schotten 10,053) 10. ウルリヒシュタイン (Ulrichstein 3,019) 町村 1. アントリフトタール (Antrifttal 1,809) 2. フェルダタール (Feldatal 2,398) 3. フライエンシュタイナウ (Freiensteinau 3,172) 4. ゲミュンデン (フェルダ) (Gemünden (Felda) 2,783) 5. グレーベンハイン (Grebenhain 4,603) 6. ラウタータール (フォーゲルスベルク) (Lautertal (Vogelsberg) 2,322) 7. ミュッケ (Mücke 9,497) 8. シュヴァルムタール (Schwalmtal 2,891) 9. ヴァルテンベルク (Wartenberg 3,874) 人口は、2023年12月31日現在の数値である。 |

## 引用
1. 1 2  Hessisches Statistisches Landesamt: Bevölkerung in Hessen am 31.12.2023 (Landkreise, kreisfreie Städte und Gemeinden, Einwohnerzahlen auf Grundlage des Zensus 2011)]
2. ↑  “Kreistagswahl Vogelsbergkreis - Kreistagswahl am 14.03.2021”. 2021年10月18日閲覧。